# Андре-Еркюл дьо Фльори
Андре-Еркюл дьо Фльори (на френски: André-Hercule de Fleury) е френски архиепископ и кардинал, а от 1726 до 1743 г. и пръв министър на Луи XV. Умен и амбициозен, той продължава пацифисткия курс на Франция, макар че обстоятелствата го принуждават да я включи във Войните за полското и австрийското наследство.

## Произход. Пътят до властта
Роден е на 22 юни 1653 г. в селцето Лодев, Южна Франция в семейството на данъчен служител. Образован в Париж при йезуитите във философия и теология.
Става личен свещеник на Мария Тереза, съпругата на Луи XIV, а след смъртта ѝ е близък на самия крал. През 1698 г. е назначен за епископ във Фрежус, където прекарва 17 години. След смъртта на Кралят-Слънце се връща в двора в Париж. Става учител на невръстния Луи XV, както и кардинал (1726). Тогава, на 73-годишна възраст, той е назначен за пръв министър, първият, когото кралят лично избира. Изборът е логичен, защото като учител Фльори се е държал добре с него и е спестявал наказанията и удачен, защото новият властник в страната съчетава благоразумие с точна преценка и е достатъчно активен, за да запази авторитета на Франция.

## Управлението на Фльори
С вещина и прагматизъм кардиналът и неговият главен контрольор Филибер Ори поддържат балансиран бюджет и запазват принципите на меркантилизма въведени от Колбер. По това време Франция става главна сила в огромната стопанска експанзия, която се случва в Европа. Търговията нараства с 400%, износът на стоки за колониите – с 1000%. В много отношения стопанският ръст на страната надвишава този на Англия, където вече е започнала индустриалната революция. Правителството развива селското стопанство и транспорта (подобряването на пътищата обикновено съкращава двойно времето, за което се изминават). Така се поставя началото на онова бурно нарастване на средната класа (буржоазията), което до 1789 г. ще я доведе до главната роля в обществото.
Основният вътрешен конфликт при Фльори е с янсенистите, които набират сила въпреки удара понесен около 1710 г. Това учение, обявено за ерес още през 1653 г., намира последователи сред свещениците и администрацията. През 1730 г. със закон свещениците са принудени да се откажат от янсенистките възгледи. Законът е отхвърлен от 139 съдии, които на свой ред са освободени от постовете им. Разправата продължава, като всички янсенисти са уволнени и заместени с техни противници.
Пацифист по убеждения, Фльори упорито поддържа баланса на силите установен след конфликта между Испания и Австрия през 1720 г. В английския пръв министър Уолпол той вижда най-сигурен партньор за тази цел. Интригите на испанската кралица Изабела Фарнезе и смъртта на полския крал нарушават европейската хармония. Фльори няма как да не се намеси във Войната за полското наследство, тъй като кралицата Мария Лешчинска е дъщеря на единия претендент – Станислав Лешчински. Франция обаче не се ангажира с военна подкрепа за него и така предопределя поражението му. Тя остава предпазлива и на рейнския фронт и в северна Италия. Мирът през 1738 г. може да се приеме за успешен, защото осигурява херцогство Лотарингия за Станислав, опасно врязало се между Елзас и същинската френска територия. След смъртта на новия херцог през 1766 г. то преминава към дъщеря му, тоест към Франция.
Участието на Франция във Войната за австрийското наследство не довежда до значими резултати и е първото голямо разочарование от управлението на Луи XV. Фльори, който приема Франция да участва в тази война, не доживява да види края ѝ. В последните си години той става жертва на интриги. Кралят, който винаги го е защитавал, отстъпва пред натиска на своите любовници. На 29 януари 1743 г. почти 90-годишният кардинал умира и го освобождава от нуждата да го уволнява.